# Llista de monuments de Sagàs
Llista de monuments de Sagàs inclosos en l'Inventari del Patrimoni Arquitectònic Català per al municipi de Sagàs (Berguedà). Inclou els inscrits en el Registre de Béns Culturals d'Interès Nacional (BCIN) amb la classificació de monuments històrics, els béns culturals d'interès local (BCIL) de caràcter immoble i la resta de béns arquitectònics integrants del patrimoni cultural català.
| Monument                               | Protecció      | Estil/època                          | Localització                           | Coordenades                                          | Codi?    | Imatge |
| -------------------------------------- | -------------- | ------------------------------------ | -------------------------------------- | ---------------------------------------------------- | -------- | --- |
| Església de Sant Andreu de Sagàs       | BCIN 386-MH-EN | Romànic XI                           | Sagàs Ctra Sagàs - la Quar, km 1,1     | 42° 03′ 07″ N, 1° 57′ 47″ E / 42.052081°N,1.963045°E | IPA-447  | Església de Sant Andreu de Sagàs · Vegeu més fotos d'aquest monument · Carregueu una nova foto d'aquest monument               |
| Església de Santa Margarida de Sagàs   |                | Preromànic X                         | Sagàs                                  | 42° 03′ 33″ N, 1° 57′ 32″ E / 42.059228°N,1.958829°E | IPA-449  | Església de Santa Margarida de Sagàs · Vegeu més fotos d'aquest monument · Carregueu una nova foto d'aquest monument           |
| Casa de la Batllia o Rectoria          |                | Obra popular XV                      | Sagàs Pl. de l'Església de Sant Andreu | 42° 03′ 07″ N, 1° 57′ 47″ E / 42.051954°N,1.963165°E | IPA-3547 | Carregueu una nova foto d'aquest monument                                                                                      |
| Cal Borrall, antiga rectoria           |                | Obra popular XVII                    | Sagàs                                  | 42° 03′ 06″ N, 1° 57′ 47″ E / 42.051781°N,1.962932°E | IPA-3548 | Carregueu una nova foto d'aquest monument                                                                                      |
| Mas la Batllia                         |                | Obra popular XV                      | Sagàs                                  | 42° 03′ 07″ N, 1° 57′ 46″ E / 42.051949°N,1.962676°E | IPA-3549 | Carregueu una nova foto d'aquest monument                                                                                      |
| Mas Biure                              |                | Obra popular XV                      | Sagàs                                  | 42° 01′ 26″ N, 1° 55′ 48″ E / 42.023805°N,1.929977°E | IPA-3552 | Mas Biure (Sagàs) · Vegeu més fotos d'aquest monument · Carregueu una nova foto d'aquest monument                              |
| Església de Sant Jordi                 |                | Barroc, obra popular XVI             | Sagàs                                  | 42° 03′ 01″ N, 1° 57′ 50″ E / 42.050208°N,1.963785°E | IPA-3557 | Església de Sant Jordi (Sagàs) · Vegeu més fotos d'aquest monument · Carregueu una nova foto d'aquest monument                 |
| L'Armengol o L'Ermengol                |                | Obra popular VII                     | Sagàs                                  | 42° 03′ 02″ N, 1° 57′ 43″ E / 42.050665°N,1.962074°E | IPA-3559 | Carregueu una nova foto d'aquest monument                                                                                      |
| Gavarrós Nou                           |                | Obra popular XVII                    | Sagàs                                  | 42° 03′ 23″ N, 1° 58′ 23″ E / 42.056383°N,1.972985°E | IPA-3560 | Carregueu una nova foto d'aquest monument                                                                                      |
| la Rovira o Malla                      |                | Obra popular XVIII                   | Sagàs                                  | 42° 01′ 39″ N, 1° 57′ 56″ E / 42.027372°N,1.965548°E | IPA-3561 | Mas la Rovira (Sagàs) · Vegeu més fotos d'aquest monument · Carregueu una nova foto d'aquest monument                          |
| Can Rovira o la Rovira de Baix         |                | Obra popular XVII                    | Sagàs                                  | 42° 02′ 16″ N, 1° 58′ 17″ E / 42.037728°N,1.971445°E | IPA-3562 | Carregueu una nova foto d'aquest monument                                                                                      |
| Vilardaga                              |                | Obra popular XVI                     | Sagàs                                  | 42° 00′ 45″ N, 1° 55′ 48″ E / 42.012609°N,1.930034°E | IPA-3564 | Mas Vilardaga (Sagàs) · Vegeu més fotos d'aquest monument · Carregueu una nova foto d'aquest monument                          |
| Gonfaus                                |                | Obra popular XVIII                   | Sagàs                                  | 42° 00′ 38″ N, 1° 55′ 28″ E / 42.010543°N,1.924383°E | IPA-3565 | Carregueu una nova foto d'aquest monument                                                                                      |
| Mas Canelles                           |                | Obra popular XV                      | Sagàs                                  | 42° 00′ 48″ N, 1° 55′ 13″ E / 42.013374°N,1.920284°E | IPA-3566 | Carregueu una nova foto d'aquest monument                                                                                      |
| Vilanova                               |                | Obra popular XVIII                   | Sagàs                                  | 41° 59′ 53″ N, 1° 54′ 25″ E / 41.998084°N,1.906829°E | IPA-3568 | Carregueu una nova foto d'aquest monument                                                                                      |
| Gamissans                              |                | Obra popular, barroc Medieval, XVIII | Sagàs                                  | 41° 59′ 35″ N, 1° 54′ 29″ E / 41.993143°N,1.908181°E | IPA-3569 | Carregueu una nova foto d'aquest monument                                                                                      |
| Cal Teixidor                           |                | Obra popular XVII                    | Sagàs                                  | 41° 59′ 35″ N, 1° 54′ 28″ E / 41.992955°N,1.907798°E | IPA-3570 | Carregueu una nova foto d'aquest monument                                                                                      |
| Mas la Móra                            |                | Obra popular XVI                     | Sagàs                                  | 42° 03′ 36″ N, 2° 00′ 22″ E / 42.059920°N,2.006149°E | IPA-3571 | Carregueu una nova foto d'aquest monument                                                                                      |
| El Pou                                 |                | Obra popular XVII                    | Sagàs                                  | 42° 03′ 00″ N, 1° 57′ 58″ E / 42.049888°N,1.966017°E | IPA-3572 | Carregueu una nova foto d'aquest monument                                                                                      |
| Mateus                                 |                | Obra popular XVII                    | Sagàs                                  | 42° 03′ 08″ N, 1° 59′ 38″ E / 42.052287°N,1.993790°E | IPA-3573 | Carregueu una nova foto d'aquest monument                                                                                      |
| Església de Sant Martí de Biure        |                | Romànic XII                          | Sagàs Biure                            | 42° 01′ 25″ N, 1° 55′ 46″ E / 42.023664°N,1.929492°E | IPA-3550 | Església de Sant Martí de Biure (Sagàs) · Vegeu més fotos d'aquest monument · Carregueu una nova foto d'aquest monument        |
| El Salvans Vell                        |                | Obra popular XVI                     | Sagàs Biure                            | 42° 00′ 59″ N, 1° 56′ 45″ E / 42.016277°N,1.945848°E | IPA-3563 | Mas Salvans de Dalt (Sagàs) · Vegeu més fotos d'aquest monument · Carregueu una nova foto d'aquest monument                    |
| Santuari de Santa Maria de la Guàrdia  |                | Barroc XVII                          | Sagàs La Guàrdia                       | 42° 00′ 10″ N, 1° 55′ 23″ E / 42.002879°N,1.922988°E | IPA-3553 | Santuari de Santa Maria de la Guàrdia (Sagàs) · Vegeu més fotos d'aquest monument · Carregueu una nova foto d'aquest monument  |
| Església de Sant Esteve de Valldoriola |                | Barroc, obra popular Medieval        | Sagàs Valldoriola                      | 41° 59′ 36″ N, 1° 54′ 30″ E / 41.993455°N,1.908261°E | IPA-3558 | Església de Sant Esteve de Valldoriola (Sagàs) · Vegeu més fotos d'aquest monument · Carregueu una nova foto d'aquest monument |